# Head & Heart
Head & Heart is een nummer van de Britse dj Joel Corry uit 2020, ingezongen door de eveneens Britse zanger MNEK.
Corry zei over het nummer: "Ik hou van het onderwerp van dit nummer; het conflict tussen je hoofd en je hart. Iedereen kent wel momenten in het leven waarop je moet beslissen welke weg je moet inslaan. Dit jaar was moeilijk voor iedereen, en ik wilde wat positieve vibes brengen en 2020 een echte zomerbanger geven". Het nummer werd in diverse Europese landen een hit. In het Verenigd Koninkrijk bereikte het de nummer 1-positie. Op 19 september 2020 veroverde het nummer ook de nummer 1-positie in de Nederlandse Top 40. In de Vlaamse Ultratop 50 stond het nummer drie weken op de eerste plaats. In 2020 stond het nummer op de hoogste positie in de Dance 15 van The X Vibe, een jaarlijkse hitlijst met de populairste dancenummers van het jaar.